# 7687 Matthias
7687 Matthias è un asteroide della fascia principale. Scoperto nel 1960, presenta un'orbita caratterizzata da un semiasse maggiore pari a 2,2706930 UA e da un'eccentricità di 0,1162949, inclinata di 5,77882° rispetto all'eclittica.
L'asteroide è dedicato all'astronomo amatoriale tedesco Matthias Busch.